# Vomero
Le Vomero (Vommero en langue napolitaine) est un quartier central de Naples qui compte une population d'environ 48 000 habitants sur une superficie d'environ 2,7 km2.

## Géographie
Le Vomero est une zone montagneuse du centre de Naples  fortement urbanisée. Au nord, le Vomero a comme quartier limitrophe l'Arenella; à l'ouest, Soccavo et Fuorigrotta; au sud Chiaia; à l'est Montecalvario et au nord-est l'Avvocata.

## Histoire

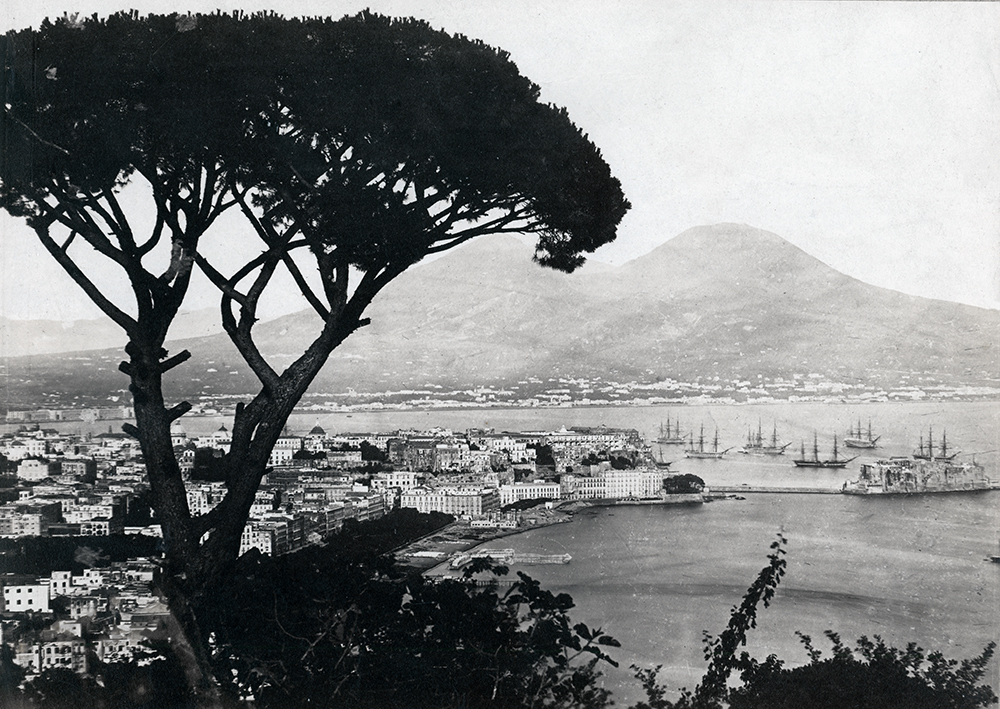
Panorama du Vomero - Giorgio Sommer 1870

Le nom vient probablement de son ancienne fonction agricole et du mot vomere (« charrue »). En raison des espèces cultivées, la région pendant des siècles a été surnommée la « colline de Friarielle ».
Aujourd'hui, le Vomero est une zone résidentielle qui a conservé peu de choses de son passé rural. Depuis le début du XXe siècle, la région a vu une augmentation spectaculaire de logements résidentiels. De nombreux logements, dont des villas de style art nouveau tardif  (Casa Marotta, Villa De Cristoforo, Villa Rachele...) et de grands immeubles d'habitation pour la classe moyenne supérieure ont été construits autour de Villa Floridiana, du Château Sant'Elmo et de San Martino. Néanmoins, il y reste encore quelques monuments, comme la Villa Visocchi, la néo-pompéienne villa Lucia, la Villa Carafa di Belvedere et un ancien bâtiment de la douane des Bourbons. La Villa del Pontano et le bâtiment des douanes sont situés dans le quartier d'Antignano, l'un des plus populaires et des plus anciens du Vomero. Après la Seconde Guerre mondiale, le quartier a commencé à s'étendre sur la colline des Camaldoli.

## Bâtiments historiques
- Chartreuse San Martino
- Château Sant'Elmo

## Édifices civils
- Villa Floridiana
- Villa Lucia
- Villa Carafa di Belvedere
- Casa Marotta (villa Art Nouveau)
- Villa Elena e Maria
- Palazzo Avena
- Villa Rachele
- Villa La Santarella
- Villa De Cristoforo
- Villa Visocchi
- Villa Regina
- Villa Haas
- Villa Ricciardi
- Villa Leonetti
- Villa Salve
- Palazzo delle palme

## Édifices religieux
- Eglise San Gennaro al Vomero
- Église de la Madonna della Luce
- Église du Sacré-Cœur des Salésiens
- Eglise San Gennaro al Antignano
- Eglise Saint François d'Assise al Vomero
- Eglise Santo Stefano al Vomero

## Transport
Au cours des dernières années, un nouveau système de métro, reliant le Vomero et les quartiers de la banlieue nord, a contribué à accélérer le transport public et à soulager la congestion de la circulation.

## Source
- (en) Cet article est partiellement ou en totalité issu de l’article de Wikipédia en anglais intitulé « Vomero » (voir la liste des auteurs).